# Prawo zobowiązań
Prawo zobowiązań – dział prawa cywilnego, obejmujący zespół norm prawnych regulujących formy wymiany dóbr i usług. Reguluje obrót majątkowy między podmiotami prawa cywilnego.
W polskim prawie źródłem prawa zobowiązań są przede wszystkim przepisy kodeksu cywilnego oraz przepisy innych ustaw i postanowienia umów międzynarodowych w zakresie prawa cywilnego.